# Зайцев Аркадій Олександрович
Аркадій Олександрович Зайцев — старший лейтенант Збройних Сил України, учасник російсько-української війни, що загинув у ході російського вторгнення в Україну в 2022 році.

## Життєпис
Народився 13 лютого 1995 року в м. Луцьку на Волині. Закінчив Луцьку загальноосвітню школу № 13, потім навчався у військовому ліцеї. Після закінчення навчання у військовому училищі, отримав офіцерське звання та з 27 травня 2017 року почав проходити службу у військах.
З початком російського вторгнення в Україну перебував на передовій. 
Загинув 18 березня 2022 року в результаті артилерійського обстрілу в районі міста Миколаєва. Відспівали офіцера 5 квітня 2022 року в кафедральному соборі Святої Трійці у м. Луцьку. Після цього тіло загиблого пронесли Театральним майданом міста. 
Похований на Алеї почесних поховань у с. Гаразджа Луцького району.

## Нагороди
- орден «За мужність» III ступеня (2022, посмертно) — за особисту мужність і самовіддані дії, виявлені у захисті державного суверенітету та територіальної цілісності України, вірність військовій присязі [4].